# ひきとおし
ひきとおしは長崎県壱岐島の郷土料理。鶏の鍋料理である。

## 概要
壱岐の農家では通常のタンパク源としては魚を食すが、鶏を飼っており、お盆、正月、祭りの日などに来客をもてなす際にはその鶏をつぶして鶏料理を出すのが習いである。ひきとおしもおもてなし料理であり、当時は貴重であった砂糖や保存食材であった素麺もふんだんに使用される。
長崎県の学校給食メニューとしても配食されており、地元の味を引き継ぐ施策がとられている。

## 作り方・食べ方の例
使用する具材は各家庭によって様々である。鶏肉も鶏もも肉やツミレ、鶏キンカン（産む前の卵黄、内臓卵）なども使用される。
砂糖で甘めに味付けした出汁で鶏肉、野菜、素麺、豆腐を煮る。なお、壱岐の伝統的な豆腐は倍量の大豆を用いて作る大きくて固い豆腐である。
壱岐焼酎を飲みながら鍋を食し、最後は雑炊にする。
人が集まる寄り合いなどでもよく食されているため、ひきとおしの鍋を囲んで語り合うことを「ひきとおし寄り合い」と呼ぶ習慣もある。

## 名称の由来
壱岐の方言で客人を奥座敷まで通すことを「引き通す」といい、ここから料理名がきている。
また、ひきとおしはフレメー料理とも呼ばれるが、これは壱岐の方言で「ふるまう」を「フレメー」というため、「ふるまい料理」の意である。